# Солоница (приток Вола)

Солоница — река в России, протекает в основном в Ветлужском районе Нижегородской области (небольшая часть проходит по Костромской области). Устье реки находится в 55 км по левому берегу реки Вол. Длина реки составляет 16 км, площадь бассейна 93,6 км².
Река берёт начало в Нижегородской области в лесах в 8 км к северо-востоку от посёлка имени Калинина. Несколько раз меняет направление течения, выписывая в результате большую петлю. В среднем течении на небольшом участке затекает на территорию Шарьинского района Костромской области, затем возвращается в Нижегородскую. Всё течение проходит по лесному массиву, впадает в Вол у деревни Долгий Мост.

## Данные водного реестра
По данным государственного водного реестра России относится к Верхневолжскому бассейновому округу, водохозяйственный участок реки — Ветлуга от города Ветлуга и до устья, речной подбассейн реки — Волга от впадения Оки до Куйбышевского водохранилища (без бассейна Суры). Речной бассейн реки — (Верхняя) Волга до Куйбышевского водохранилища (без бассейна Оки).
По данным геоинформационной системы водохозяйственного районирования территории РФ, подготовленной Федеральным агентством водных ресурсов:
- Код водного объекта в государственном водном реестре — 08010400212110000042482
- Код по гидрологической изученности (ГИ) — 110004248
- Код бассейна — 08.01.04.002
- Номер тома по ГИ — 10
- Выпуск по ГИ — 0